# Station Nafferton
Nafferton is een spoorwegstation van National Rail in Nafferton, East Riding of Yorkshire in Engeland. Het station is eigendom van Network Rail en wordt beheerd door Northern Rail. 